# Użytek ekologiczny „Traszki Ratajskie”
Użytek ekologiczny „Traszki Ratajskie” – użytek ekologiczny w Poznaniu znajdujący się na Chartowie. Ustanowiony został uchwałą Rady Miasta Poznania z dnia 12 lipca 2011. Z inicjatywą utworzenia wyszli mieszkańcy osiedla Tysiąclecia, którzy w przeprowadzonej ankiecie wyrazili wolę utworzenia użytku. Powodem ochrony obszaru jest występowanie zagrożonych gatunków płazów objętych ochroną ścisłą: traszka zwyczajna, grzebiuszka ziemna, ropucha szara i zielona, żaba wodna i trawna, dla których park stanowi ostoję.
Ochroną jest objęty fragment parku przy Osiedlu Tysiąclecia między aleją Księdza Radziejewskiego a trasą tramwajową. Obszar chroniony zajmuje 5,2272 ha.
Zakres ochrony czynnej obszaru obejmuje między innymi zapobieganie obniżeniu poziomu wód gruntowych, co ma uchronić stawy przed wyschnięciem, także koszenie traw oraz ustawienie tablic edukacyjnych. W kwietniu 2012 stworzono z topolowych beli schronienia dla płazów. We wrześniu 2012 naprawiono zastawkę wodną regulującą poziom wody w zbiorniku służącym płazom.